# Tilly Kearns
Pour les articles homonymes, voir Kearns.
Matilda Emily Kearns, dite Tilly Kearns, est une joueuse australienne de water-polo née le 2 octobre 2000 à Sydney, en Nouvelle-Galles du Sud. Elle a remporté avec l'équipe d'Australie la médaille d'argent du tournoi féminin aux Jeux olympiques d'été de 2024, organisés à Paris.